# Uniprom KAP
Uniprom KAP (dawniej Kombinat aluminijuma Podgorica) – czarnogórskie przedsiębiorstwo przemysłowe specjalizujące się w produkcji aluminium.
Poprzednikiem obecnie funkcjonującego przedsiębiorstwa był Kombinat aluminijuma Podgorica (KAP), założony w Jugosławii, funkcjonujący dzięki kopalni boksytu w Nikšiciu. W 2005 roku rozpoczęto prywatyzację kombinatu. Większościowy pakiet nabyła, za 48,5 mln €, firma CEAC (Central European Aluminium Company), należąca do Olega Dieripaski. KAP zatrudniała w tym czasie ok. 3000 osób, odpowiadała za 14% PKB Czarnogóry i ok. 50% eksportu z tego państwa.
W czasie kryzysu finansowego z lat 2007–2009, podczas którego spadły ceny surowców, a wzrosły ceny energii, sytuacja finansowa firmy znacznie się pogorszyła, w październiku 2013 ogłosiła ona upadłość. W lipcu 2014 roku firmę zakupiło czarnogórskie przedsiębiorstwo Uniprom, należące do Veselina Pejovica, zakładając nową spółkę o nazwie Uniprom KAP.